# Noorwegen op de Olympische Winterspelen 1992
Tijdens de Olympische Winterspelen van 1992, die in Albertville (Frankrijk) werden gehouden, nam Noorwegen voor de zestiende keer deel.

## Medailleoverzicht
| Sport              | Olympiër                                                           | Discipline                    | Medaille |
| ------------------ | ------------------------------------------------------------------ | ----------------------------- | -------- |
| Alpineskiën        | Kjetil André Aamodt                                                | super g (m)                   | Goud     |
| Alpineskiën        | Finn Christian Jagge                                               | slalom (m)                    | Goud     |
| Langlaufen         | Bjørn Dæhlie                                                       | 50 km vrije stijl (m)         | Goud     |
| Langlaufen         | Bjørn Dæhlie                                                       | achtervolging 10 km+15 km (m) | Goud     |
| Langlaufen         | Vegard Ulvang                                                      | 10 km klassiek (m)            | Goud     |
| Langlaufen         | Vegard Ulvang                                                      | 30 km klassiek (m)            | Goud     |
| Langlaufen         | Terje Langli Vegard Ulvang Kristen Skjeldal Bjørn Dæhlie           | 4x10 km estafette (m)         | Goud     |
| Schaatsen          | Geir Karlstad                                                      | 5000 m (m)                    | Goud     |
| Schaatsen          | Johann Olav Koss                                                   | 1500 m (m)                    | Goud     |
| Langlaufen         | Bjørn Dæhlie                                                       | 30 km klassiek (m)            | Zilver   |
| Langlaufen         | Vegard Ulvang                                                      | achtervolging 10 km+15 km (m) | Zilver   |
| Langlaufen         | Solveig Pedersen Inger Helene Nybråten Trude Dybendahl Elin Nilsen | 4x5 km estafette (v)          | Zilver   |
| Noordse combinatie | Knut Tore Apeland Fred Børre Lundberg Trond Einar Elden            | team (m)                      | Zilver   |
| Schaatsen          | Johann Olav Koss                                                   | 10.000 m (m)                  | Zilver   |
| Schaatsen          | Ådne Søndrål                                                       | 1500 m (m)                    | Zilver   |
| Alpineskiën        | Kjetil André Aamodt                                                | reuzenslalom (m)              | Brons    |
| Alpineskiën        | Jan Einar Thorsen                                                  | super g (m)                   | Brons    |
| Freestyleskiën     | Stine Lise Hattestad                                               | moguls (v)                    | Brons    |
| Langlaufen         | Terje Langli                                                       | 30 km klassiek (m)            | Brons    |
| Schaatsen          | Geir Karlstad                                                      | 10.000 m (m)                  | Brons    |

## Deelnemers en resultaten

### Alpineskiën
| Olympiër              | Discipline       | Resultaat | Prestatie                                                                                          |
| --------------------- | ---------------- | --------- | -------------------------------------------------------------------------------------------------- |
| Kjetil André Aamodt   | afdaling (m)     | 26e       | 1.54,24 (+3,87)                                                                                    |
| Kjetil André Aamodt   | super g (m)      | Goud      | 1.13,04                                                                                            |
| Kjetil André Aamodt   | reuzenslalom (m) | Brons     | 2.07,82 (+0,84) 1.04,81+1.03,01                                                                    |
| Kjetil André Aamodt   | slalom (m)       | dnf-2     | opgave run 2 54,42+dnf                                                                             |
| Lasse Arnesen         | afdaling (m)     | 8e        | 1.51,63 (+1,26)                                                                                    |
| Lasse Arnesen         | combinatie (m)   | 10e       | 51,93 p. (+37,35) afdaling: 18,76 p. (1.46,81) slalom: 33,17 p. (1.46,92: 53,33+53,59)             |
| Ole Kristian Furuseth | super g (m)      | 4e        | 1.13,87 (+0,83)                                                                                    |
| Ole Kristian Furuseth | reuzenslalom (m) | 5e        | 2.08,16 (+1,18) 1.05,63+1.02,53                                                                    |
| Ole Kristian Furuseth | slalom (m)       | dnf-2     | opgave run 2 53,14+dnf                                                                             |
| Ole Kristian Furuseth | combinatie (m)   | 7e        | 40,47 p. (+25,89) afdaling: 40,47 p. (1.48,94) slalom: 0 p. (1.41,04: 50,59+50,45)                 |
| Finn Christian Jagge  | slalom (m)       | Goud      | 1.44,39 51,43+52,96                                                                                |
| Lasse Kjus            | reuzenslalom (m) | dnf-1     | opgave run 1                                                                                       |
| Didrik Marksten       | reuzenslalom (m) | dnf-1     | opgave run 1                                                                                       |
| Didrik Marksten       | slalom (m)       | dnf-1     | opgave run 1                                                                                       |
| Tom Stiansen          | afdaling (m)     | 32e       | 1.55,62 (+5,25)                                                                                    |
| Tom Stiansen          | super g (m)      | 8e        | 1.14,51 (+1,47)                                                                                    |
| Tom Stiansen          | combinatie (m)   | dnf-a     | opgave afdaling                                                                                    |
| Jan Einar Thorsen     | afdaling (m)     | 5e        | 1.50,79 (+0,42)                                                                                    |
| Jan Einar Thorsen     | super g (m)      | Brons     | 1.13,83 (+0,79)                                                                                    |
| Jan Einar Thorsen     | combinatie (m)   | 11e       | 52,75 p. (+38,17) afdaling: 0 p. (1.44,97) slalom: 52,75 p. (1.50,39: 54,59+55,80)                 |
|                       |                  |           | |
| Anne Berge            | super g (v)      | 21e       | 1.25,65 (+4,43)                                                                                    |
| Anne Berge            | reuzenslalom (v) | 21e       | 2.19,51 (+6,77) 1.09,90+1.09,61                                                                    |
| Anne Berge            | slalom (v)       | 8e        | 1.34,22 (+1,54) 49,39+44,83                                                                        |
| Anne Berge            | combinatie (v)   | 5e        | 35,28 p. (+32,73) afdaling: 35,28 p. (1.28,67) slalom: 0 p. (1.09,29: 34,93+34,36)                 |
| Merete Fjeldavlie     | super g (v)      | dnf       | opgave                                                                                             |
| Merete Fjeldavlie     | reuzenslalom (v) | 15e       | 2.17,23 (+4,49) 1.08,66+1.08,57                                                                    |
| Merete Fjeldavlie     | slalom (v)       | 22e       | 1.38,67 (+5,99) 51,65+47,02                                                                        |
| Merete Fjeldavlie     | combinatie (v)   | dq-s2     | diskwalificatie slalom run 2 afdaling: 1.28,26 slalom: diskwalificatie (1.24,62): 35,52+dq (49,10) |
| Astrid Lødemel        | afdaling (v)     | 15e       | 1.54,76 (+2,21)                                                                                    |
| Astrid Lødemel        | super g (v)      | dnf       | opgave                                                                                             |
| Astrid Lødemel        | reuzenslalom (v) | dnf-1     | opgave run 1                                                                                       |
| Astrid Lødemel        | combinatie (v)   | 22e       | 210,94 p. (+208,39) afdaling: 13,84 p. (1.26,95) slalom: 197,1 p. (1.33,25: 37,29+55,96)           |

### Biatlon
| Olympiër                                                 | Discipline             | Resultaat | Prestatie |
| -------------------------------------------------------- | ---------------------- | --------- | --- |
| Geir Einang                                              | 10 km (m)              | 66e       | 29.45,0 (+3.42,7) pen.: 2 (1 + 1)                                                                                           |
| Geir Einang                                              | 20 km (m)              | 36e       | 1:02.04,8 (+5.30,4) pen.: 3 (0 + 0 + 2 + 1)                                                                                 |
| Gisle Fenne                                              | 20 km (m)              | 9e        | 58.32,9 (+58,5) pen.: 1 (1 + 0 + 0 + 0)                                                                                     |
| Sylfest Glimsdal                                         | 10 km (m)              | 24e       | 27.38,9 (+1.36,6) pen.: 4 (2 + 2)                                                                                           |
| Eirik Kvalfoss                                           | 10 km (m)              | 47e       | 28.38,2 (+2.35,9) pen.: 2 (0 + 2)                                                                                           |
| Eirik Kvalfoss                                           | 20 km (m)              | 27e       | 1:00.52,4 (+3.18,0) pen.: 2 (0 + 1 + 0 + 1)                                                                                 |
| Frode Løberg                                             | 20 km (m)              | 8e        | 58.32,4 (+58,0) pen.: 1 (0 + 1 + 0 + 0)                                                                                     |
| Jon Åge Tyldum                                           | 10 km (m)              | 34e       | 28.01,4 (+1.59,1) pen.: 0 (0 + 0)                                                                                           |
| Team Geir Einang Frode Løberg Gisle Fenne Eirik Kvalfoss | 4x7,5 km estafette (m) | 5e        | 1:26.32,4 (+1.48,9) pen.: 1 22.07,5 pen.: 0 (0 + 0) 21.01,6 pen.: 0 (0 + 0) 21.00,5 pen.: 0 (0 + 0) 22.22,8 pen.: 1 (0 + 1) |
|                                                          |                        |           | |
| Anne Elvebakk                                            | 7,5 km (v)             | 32e       | 27.34,2 (+3.05,0) pen.: 3 (1 + 2)                                                                                           |
| Åse Idland                                               | 15 km (v)              | 27e       | 57.05,0 (+5.17,8) pen.: 4 (1 + 1 + 1 + 1)                                                                                   |
| Elin Kristiansen                                         | 7,5 km (v)             | 15e       | 26.23,3 (+1.54,1) pen.: 1 (0 + 1)                                                                                           |
| Elin Kristiansen                                         | 15 km (v)              | 9e        | 53.19,6 (+1.32,4) pen.: 2 (1 + 0 + 1 + 0)                                                                                   |
| Grete Ingeborg Nykkelmo                                  | 7,5 km (v)             | 31e       | 27.24,2 (+2.55,0) pen.: 5 (1 + 4)                                                                                           |
| Grete Ingeborg Nykkelmo                                  | 15 km (v)              | 18e       | 55.59,4 (+4.12,2) pen.: 5 (0 + 2 + 1 + 2)                                                                                   |
| Signe Trosten                                            | 7,5 km (v)             | 19e       | 26.43,3 (+2.14,1) pen.: 2 (0 + 2)                                                                                           |
| Signe Trosten                                            | 15 km (v)              | 10e       | 53.24,5 (+1.37,3) pen.: 2 (0 + 1 + 0 + 1)                                                                                   |
| Team Signe Trosten Hildegunn Fossen Elin Kristiansen     | 3x7,5 km estafette (v) | 7e        | 1:21.20,0 (+5.24,4) pen.: 1 26.48,0 pen.: 0 (0 + 0) 27.48,3 pen.: 1 (1 + 0) 26.43,7 pen.: 0 (0 + 0)                         |

### Bobsleeën
| Olympiër                  | Discipline                | Resultaat | Prestatie                                               |
| ------------------------- | ------------------------- | --------- | ------------------------------------------------------- |
| Erik Gogstad Atle Norstad | 2-mansbob (m) Noorwegen I | 27e       | 4.08,48 (+5,22) (1.01,64 / 1.02,24 / 1.02,24 / 1.02,36) |

### Freestyleskiën
| Olympiër             | Discipline | Resultaat | Prestatie                         |
| -------------------- | ---------- | --------- | --------------------------------- |
| Stine Lise Hattestad | moguls (v) | Brons     | 23,04 p. (kwalificatie: 23,11 p.) |
| Kari Traa            | moguls (v) | 14e       | dnq (kwalificatie: 17,30 p.)      |

### Langlaufen
| Olympiër                                                                | Discipline                    | Resultaat | Prestatie                                       |
| ----------------------------------------------------------------------- | ----------------------------- | --------- | ----------------------------------------------- |
| Bjørn Dæhlie                                                            | 10 km klassiek (m)            | 4e        | 28.01,6 (+25,6)                                 |
| Bjørn Dæhlie                                                            | 30 km klassiek (m)            | Zilver    | 1:23.14,0 (+46,2)                               |
| Bjørn Dæhlie                                                            | 50 km vrije stijl (m)         | Goud      | 2:03.41,5                                       |
| Bjørn Dæhlie                                                            | achtervolging 10 km+15 km (m) | Goud      | 1:05.37,9 (10 km:28.01 + 15 km:37.36,9)         |
| Erling Jevne                                                            | 30 km klassiek (m)            | 5e        | 1:24.07,7 (+1.39,9)                             |
| Terje Langli                                                            | 10 km klassiek (m)            | 20e       | 29.51,0 (+2.15,0)                               |
| Terje Langli                                                            | 30 km klassiek (m)            | Brons     | 1:23.42,5 (+1.14,7)                             |
| Terje Langli                                                            | 50 km vrije stijl (m)         | 18e       | 2:11.32,0 (+7.50,5)                             |
| Terje Langli                                                            | achtervolging 10 km+15 km (m) | dns       | opgave (10 km:29.51 + 15 km:niet gestart)       |
| Kristen Skjeldal                                                        | 10 km klassiek (m)            | 38e       | 31.02,0 (+3.26,0)                               |
| Kristen Skjeldal                                                        | 50 km vrije stijl (m)         | 20e       | 2:11.44,5 (+8.03,0)                             |
| Kristen Skjeldal                                                        | achtervolging 10 km+15 km (m) | dns       | opgave (10 km:31.02 + 15 km:niet gestart)       |
| Vegard Ulvang                                                           | 10 km klassiek (m)            | Goud      | 27.36,0                                         |
| Vegard Ulvang                                                           | 30 km klassiek (m)            | Goud      | 1:22.27,8                                       |
| Vegard Ulvang                                                           | 50 km vrije stijl (m)         | 9e        | 2:08.21,5 (+4.40,0)                             |
| Vegard Ulvang                                                           | achtervolging 10 km+15 km (m) | Zilver    | +53,4 (10 km:27.36 + 15 km:38.55,3)             |
| Team Terje Langli Vegard Ulvang Kristen Skjeldal Bjørn Dæhlie           | 4x10 km estafette (m)         | Goud      | 1:39.26,0 25.25,6 24.35,3 25.17,9 24.07,2       |
|                                                                         |                               |           |                                                 |
| Trude Dybendahl                                                         | 5 km klassiek (v)             | 21e       | 15.10,8 (+57,0)                                 |
| Trude Dybendahl                                                         | 15 km klassiek (v)            | 8e        | 44.31,5 (+2.10,7)                               |
| Trude Dybendahl                                                         | 30 km vrije stijl (v)         | 9e        | 1:27.29,8 (+4.59,7)                             |
| Trude Dybendahl                                                         | achtervolging 5 km+10 km (v)  | dns       | opgave (5 km:15.11 + 10 km:niet gestart)        |
| Inger Lise Hegge                                                        | 15 km klassiek (v)            | 21e       | 46.03,9 (+3.43,1)                               |
| Inger Lise Hegge                                                        | 30 km vrije stijl (v)         | 14e       | 1:29.31,6 (+7.01,5)                             |
| Elin Nilsen                                                             | 5 km klassiek (v)             | 10e       | 14.50,8 (+37,0)                                 |
| Elin Nilsen                                                             | 30 km vrije stijl (v)         | 4e        | 1:26.25,1 (+3.55,0)                             |
| Elin Nilsen                                                             | achtervolging 5 km+10 km (v)  | 5e        | +1.20,2 (5 km:14.51 + 10 km:26.36,9)            |
| Inger Helene Nybråten                                                   | 5 km klassiek (v)             | 5e        | 14.33,3 (+19,5)                                 |
| Inger Helene Nybråten                                                   | 15 km klassiek (v)            | 7e        | 44.18,6 (+1.57,8)                               |
| Inger Helene Nybråten                                                   | 30 km vrije stijl (v)         | 13e       | 1:28.21,8 (+5.51,7)                             |
| Inger Helene Nybråten                                                   | achtervolging 5 km+10 km (v)  | 7e        | +1.27,4 (5 km:14.33 + 10 km:27.02,1)            |
| Solveig Pedersen                                                        | 5 km klassiek (v)             | 8e        | 14.42,1 (+28,3)                                 |
| Solveig Pedersen                                                        | 15 km klassiek (v)            | 20e       | 45.51,3 (+3.30,5)                               |
| Solveig Pedersen                                                        | achtervolging 5 km+10 km (v)  | 15e       | +2.32,9 (5 km:14.42 + 10 km:27.58,6)            |
| Team Solveig Pedersen Inger Helene Nybråten Trude Dybendahl Elin Nilsen | 4x5 km estafette (v)          | Zilver    | 59.56,4 (+21,6) 15.14,0 14.43,1 15.24,4 14.34,9 |

### Noordse combinatie
| Olympiër                                                     | Discipline      | Resultaat | Prestatie |
| ------------------------------------------------------------ | --------------- | --------- | --- |
| Fred Børre Lundberg                                          | individueel (m) | 4e        | +1.26,7 — schans: 211,9 p — 15 km: 44.04,1 |
| Trond Einar Elden                                            | individueel (m) | 9e        | +2.43,8 — schans: 181,9 p — 15 km: 42.01,2 |
| Knut Tore Apeland                                            | individueel (m) | 10e       | +2.55,8 — schans: 190,7 p — 15 km: 43.11,9 |
| Bård Jørgen Elden                                            | individueel (m) | 21e       | +4.49,4 — schans: 167,7 p — 15 km: 42.32,1 |
| Team Knut Tore Apeland Fred Børre Lundberg Trond Einar Elden | team (m)        | Zilver    | +1.26,4 — schans: 569,9 p — 30 km: 1:18.46,9 schans: 185,7 p — 10 km: 26.22,8 schans: 198,9 p — 10 km: 26.19,7 schans: 185,3 p — 10 km: 26.04,4 |

### Rodelen
| Olympiër                       | Discipline | Resultaat | Prestatie                           |
| ------------------------------ | ---------- | --------- | ----------------------------------- |
| Harald Rolfsen Snorre Pedersen | dubbel     | 16e       | 1.34,978 (+2,925) (47,610 / 47,368) |

### Schaatsen
| Olympiër             | Discipline   | Resultaat | Prestatie         |
| -------------------- | ------------ | --------- | ----------------- |
| Steinar Johansen     | 1500 m (m)   | 29e       | 2.00,79 (+5,98)   |
| Steinar Johansen     | 10.000 m (m) | 8e        | 14.36,09 (+23,97) |
| Geir Karlstad        | 1500 m (m)   | 8e        | 1.56,98 (+2,17)   |
| Geir Karlstad        | 5000 m (m)   | Goud      | 6.59,97           |
| Geir Karlstad        | 10.000 m (m) | Brons     | 14.18,13 (+6,01)  |
| Johann Olav Koss     | 1500 m (m)   | Goud      | 1.54,81           |
| Johann Olav Koss     | 5000 m (m)   | 7e        | 7.11,32 (+11,35)  |
| Johann Olav Koss     | 10.000 m (m) | Zilver    | 14.14,58 (+2,46)  |
| Ådne Søndrål         | 1000 m (m)   | 29e       | 1.17,56 (+2,71)   |
| Ådne Søndrål         | 1500 m (m)   | Zilver    | 1.54,85 (+0,04)   |
| Atle Vårvik          | 5000 m (m)   | 28e       | 7.28,28 (+28,31)  |
|                      |              |           |                   |
| Edel Therese Høiseth | 500 m (v)    | 20e       | 41,89 (+1,56)     |
| Edel Therese Høiseth | 1000 m (v)   | 13e       | 1.23,85 (+1,95)   |
| Edel Therese Høiseth | 1500 m (v)   | 30e       | 2.14,93 (+9,06)   |
| Anette Tønsberg      | 3000 m (v)   | 20e       | 4.38,66 (+18,76)  |
| Anette Tønsberg      | 5000 m (v)   | 21e       | 8.09,68 (+38,11)  |
| Else Ragni Yttredal  | 1000 m (v)   | 21e       | 1.24,54 (+2,64)   |
| Else Ragni Yttredal  | 1500 m (v)   | 12e       | 2.09,38 (+3,51)   |
| Else Ragni Yttredal  | 3000 m (v)   | 16e       | 4.36,98 (+17,08)  |
| Else Ragni Yttredal  | 5000 m (v)   | 22e       | 8.09,69 (+38,12)  |

### Schansspringen
| Olympiër                                                      | Discipline                     | Resultaat | Prestatie |
| ------------------------------------------------------------- | ------------------------------ | --------- | --- |
| Øyvind Berg                                                   | normale schans individueel (m) | 35e       | 186,0 punten 90,1 p. (78,5 m) + 95,9 p. (81,5 m) |
| Øyvind Berg                                                   | grote schans individueel (m)   | 34e       | 140,6 punten 73,6 p. (96,5 m) + 67,0 p. (92,5 m) |
| Espen Bredesen                                                | normale schans individueel (m) | 58e       | 127,1 punten 73,1 p. (73,5 m) + 54,0 p. (65,0 m) |
| Espen Bredesen                                                | grote schans individueel (m)   | 57e       | 74,1 punten 45,4 p. (83,5 m) + 28,7 p. (75,5 m) |
| Magne Johansen                                                | normale schans individueel (m) | 49e       | 174,3 punten 86,7 p. (77,0 m) + 87,6 p. (78,5 m) |
| Magne Johansen                                                | grote schans individueel (m)   | 18e       | 166,3 punten 79,5 p. (100,0 m) + 86,8 p. (104,5 m) |
| Lasse Ottesen                                                 | normale schans individueel (m) | 45e       | 179,4 punten 107,4 p. (86,5 m) + 72,0 p. (72,5 m) |
| Lasse Ottesen                                                 | grote schans individueel (m)   | 45e       | 126,8 punten 60,3 p. (92,0 m) + 66,5 p. (92,5 m) |
| Team Rune Olijnyk Magne Johansen Lasse Ottesen Espen Bredesen | grote schans team (m)          | 7e        | 538,0 punten 88,5 p. (105,0 m) + 78,5 p. (100,0 m) 90,2 p. (105,5 m) + 80,9 p. (101,0 m) 84,1 p. (104,0 m) + 66,0 p. (95,0 m) 107,9 p. (116,0 m) + 92,0 p. (107,5 m) |

### Shorttrack
| Olympiër         | Discipline | Resultaat | Prestatie               |
| ---------------- | ---------- | --------- | ----------------------- |
| Gisle Elvebakken | 1000 m (m) | 22e       | dnq, vr 2 (3e): 1.41,50 |

### IJshockey
| Olympiër | Discipline | Resultaat | Prestatie |
| --- | ---------- | --------- | --- |
| Steve Allman Morgan Andersen Arne Billkvam Ole-Eskild Dahlstrøm Jan-Roar Fagerli Jarle Friis Martin Friis Rune Gulliksen Carl Gunnar Gundersen Geir Hoff Tommy Jakobsen Tom Johansen Jon-Magne Karlstad Erik Kristiansen Ørjan Løvdal Jim Marthinsen Øystein Olsen Eirik Paulsen Marius Rath Petter Salsten Rob Schistad Kim Søgaard Petter Thoresen | mannen     | 9e        | Voorronde groep B: 1-10 Noorwegen - Tsjecho-Slowakije 1- 8 Noorwegen - Gezamenlijk team 0-10 Noorwegen - Canada 3- 6 Noorwegen - Zwitserland 2- 4 Noorwegen - Frankrijk Wedstrijd om 9e t/m 12e plaats: 5- 3 Noorwegen - Italië Wedstrijd om de 9e plaats: 5- 2 Noorwegen - Zwitserland |

Algerije · Amerikaanse Maagdeneilanden · Andorra · Argentinië · Australië · België · Bermuda · Bolivia · Brazilië · Bulgarije · Canada · Chili · China · Chinees Taipei · Costa Rica · Cyprus · Denemarken · Duitsland · Estland · Filipijnen · Finland · Frankrijk · Gezamenlijk team · Griekenland · Groot-Brittannië · Honduras · Hongarije · Ierland · IJsland · India · Italië · Jamaica · Japan · Joegoslavië · Kroatië · Letland · Libanon · Liechtenstein · Litouwen · Luxemburg · Marokko · Mexico · Monaco · Mongolië · Nederland · Nederlandse Antillen · Nieuw-Zeeland · Noord-Korea · Noorwegen · Oostenrijk · Polen · Puerto Rico · Roemenië · San Marino · Senegal · Slovenië · Spanje · Swaziland · Tsjecho-Slowakije · Turkije · Verenigde Staten · Zuid-Korea · Zweden · Zwitserland